# Воевода (воинское звание, Сербия и Югославия)
Воевода (серб. Војвода / Vojvoda) или Боевой Воевода (серб. Бојни Војвода / Bojni Vojvoda) — высшее воинское звание в вооружённых силах Королевства Сербия и Королевства Югославия, эквивалентное воинскому званию маршала или генерал-фельдмаршала в армиях некоторых государств тех времён или генералу армии США. Это звание восходит к титулу воеводы, существовавшему в Средневековой Сербии, носитель которого был главнокомандующим войска во время какого-либо похода; в дальнейшем воеводами стали называть также и крупных феодалов, мощь которых подкреплялась армией и землями, а затем — наместников деспота. Воинское звание «воевода» появилось в Первом (1804–1813) и Втором (1815) сербских восстаниях и присваивалось командирам нахийской армии. Звание «великий воевода» давалось командующим армиями нескольких нахий и наиболее видным представителям повстанцев. Звание воеводы также неразрывно связано с четническим движением.
В армии Королевства Сербии звание воеводы было введено 27 января 1901 года Законом об устройстве армии (серб. Законом о устројству војске). Автором идеи учреждения этого звания был военный министр, подполковник (позже дивизионный генерал) Милош Васич. До учреждения звания воеводы в сербской армии высшим в 1900—1901 годах был чин армейского генерала. Звание присваивалось во время войны армейским генералам, которые добились выдающихся достижений, имевших решающее значение для успеха в войне в целом или на её определённом этапе.
В сербской и югославской армиях звания воеводы удостоились всего четыре генерала — Радомир Путник, Степа Степанович, Живоин Мишич и Петар Бойович. Все они принимали участие в обеих Балканских войнах и Первой мировой войне. Пятым человеком, получившим это воинское звание уже в качестве почётного, стал маршал Франции Луи Франше д’Эспере, удостоенный его за заслуги перед Сербией в годы Первой мировой войны. Генерал-фельдмаршал армии Австро-Венгрии Светозар Бороевич фон Бойна после окончания Первой мировой войны подавал прошение о принятии в ряды армии Королевства сербов, хорватов и словенцев и о присвоении ему звания воеводы, но ему было отказано в этом. В дальнейшем звание воеводы больше не присваивалось никому, а окончательно оно было упразднено в 1946 году после образования Югославской народной армии.

## Происхождение слова «воевода»
Титул воеводы существовал у многих славянских племён: им в принципе называли командующего любым войском. В средневековой Сербии он появился во времена правления Неманичей, хотя не был четко прописан в законах в качестве какого-либо звания. Носитель этого титула исполнял в первую очередь обязанности главнокомандующего войском, но воеводой называли в принципе любого жупана, возглавлявшего армию во время военного похода (примером считается Ненад Страхинич из Требине, носивший титул воеводы в 1347—1350 годах). Правитель в своё отсутствие мог возложить на воеводу ряд своих обязанностей — в том числе и обязанности верховного судьи. Функции воеводы позже были прописаны в Душановом законнике. После распада государства Неманичей титул воеводы фактически стал титулом для феодала как командующего большим войском: благодаря армиям и крупным землевладениям воеводы стали оказывать влияние и на центральную власть в Сербии. Конец этому положили реформы деспота Стефана Лазаревича: при нём воеводами были назначаемые и снимаемые им самим наместники.
Помимо Сербии, титул воеводы существовал в средневековой Боснии во времена правления Котроманичей и в княжестве Зета во времена правления Црноевичей: у черногорцев воеводой называли старейшину кнежини, нахии, племени или великого братства, который шёл в бой со своими людьми. Титул воеводы в Средневековой Сербии приблизительно соответствовал титулу герцога в западноевропейских государствах. После присоединения Сербии к Османской империи звание воеводы как командующего войском исчезло до XIX века, оставшись только в качестве названия младшего офицерского чина, а термин стали использовать для именования вассальных земель Валахии и Молдовы, сборщиков налогов и управляющих государственным имуществом. «Воеводой» в целом называли старейшину с определёнными полномочиями и обязанностями в административной или обычной системе сербских земель в составе Османской империи.
Во время Первого сербского восстания воеводой в Сербии называли командующего войском какой-либо нахии, позже так стали называть в XIX веке командующих сербскими повстанческими отрядами на территории современной Боснии и Герцеговины. Командующего армией из территории, стоявшей выше нахии по административному статусу, называли великим воеводой. Звание воеводы было также принято в действовавших на Балканах нерегулярных военизированных отрядах (четах) движения четников для обозначения командиров четнических подразделений (четы или отряда), ведших национально-освободительную войну против Османской империи. В частности, его носили командиры формирований, действовавших на территории Старой Сербии и Македонии. Подобное звание присваивалось уполномоченными воеводами.

## История звания

### Военная реформа 1897—1900 годов

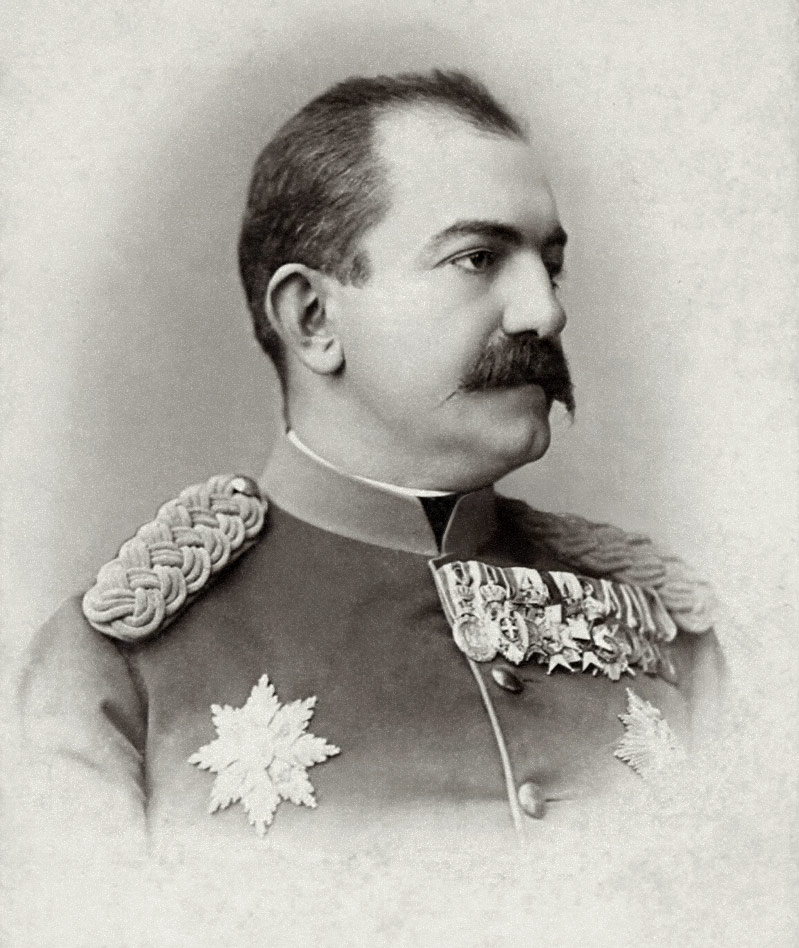
Милан I Обренович, князь и король Сербии в 1868—1889 годах, армейский генерал с 14 января 1900

Во время правления короля Александра Обреновича в Сербии началась масштабная военная реформа, один из ключевых моментов которой пришёлся на стык 1897 и 1898 годов (примерно в это же время в страну вернулся бывший король Милан Обренович, прежде отрёкшийся от престола в пользу Александра). 25 декабря 1897 года Александром были подписаны два указа: в соответствии с первым указом восстанавливалось Командование действующей армии, которое должно было приступить к своим обязанностям в следующем году на праздник Святого Саввы; в соответствии со вторым указом это Командование возглавлял непосредственно король. В тот же день Командование действующей армии соответствующим приказом было подчинено Военному министерству, которое на тот момент возглавлял полковник Драгомир Вучкович (серб. Драгомир Вучковић). Однако на практике всё выглядело иначе: командующему действующей армией подчинялись все командования, воинские формирования и военные учреждения, в то время как военный министр был лишь управляющим, не имевшим каких-либо полномочий задействовать вооружённые силы. Поскольку военный министр имел звание полковника, а командующий действующей армией, подчинявшийся этому министру, имел звание генерала, возникало конкретное противоречие. После того, как должность военного министра занял имевший звание генерала Йован Атанацкович, возникла необходимость учредить новое воинское звание для командующего действующей армией.
В ходе реформ 1897—1900 годов структура сербской армии претерпела изменения, связанные с учреждением новых воинских званий. Действовавший с 1886 года «Закон об устройстве армии» (серб. Закон о устројству војске) предполагал существование восьми офицерских званий. К младшим офицерским званиям относились подпоручик, поручик, капитан 2-го класса и капитан 1-го класса, к старшим — майор, подполковник, полковник и генерал. В период реформ в список офицерских званий было добавлено младшее офицерское звание заставника (прапорщика) и старшее офицерское, почётное звание армейского генерала. В декабре 1898 года король Александр подписал указ о повышении жалования младшим офицерам и разделение звания генерала на три ранга — бригадный генерал, дивизионный генерал и корпусной генерал. Он уполномочил военного министра предоставить указ на утверждение в Скупщине, но в предложенной форме он не прошёл обсуждения и не был утверждён. Спустя чуть больше года указ был представлен в обновлённом виде для обсуждения в Скупщине, а после соответствующих процедур вступил в законную силу.

### Предложение об учреждении

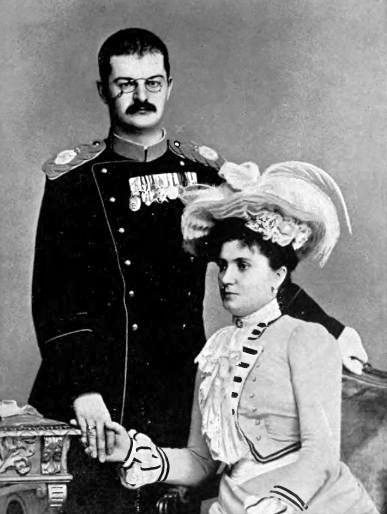
Александр Обренович, король Сербии в 1889—1903 годах, и его супруга Драга Машин

На XXVI очередном заседании Народной скупщины Королевства Сербия, после выступления Военного комитета были приняты новые поправки и дополнения к Закону об устройстве армии. В ходе обсуждения закона депутат Илия Стоянович выдвинул инициативу учредить новое высшее воинское звание, которое было бы выше звания армейского генерала. Со слов Стояновича, не было бы ничего плохого в том, чтобы в сербской армии было несколько армейских генералов: подразумевалось, что высшее воинское звание будет присвоено Милану Обреновичу. Против подобной инициативы выступил Живан Живанович, который заявил, что присвоение подобного нового воинского звания имеет больше политическое, нежели военное значение. Ещё одним аргументом было то, что вернувшийся в страну король Милан не собирался заменять своё воинское звание верховного вождя (серб. врховни вожд) даже на более высокое по статусу. Ещё летом 1897 года Милан Обренович решил выяснить у Стояна Новаковича, был ли кто-нибудь ещё, кроме Карагеоргия, обладателем подобного звания. Новаковичу тогда не было известно, что основатель дома Обреновичей, лидер Второго сербского восстания князь Милош был обладателем титула верховного вождя, однако в то же время король Милан прекрасно знал, что родоначальник династии Карагеоргиевичей также носил этот титул. Исходя из этих фактов, Милан выступал против присвоения ему какого-либо другого звания.
Даже при таких условиях бывший король Милан Обренович оставался обладателем высшего воинского звания в Сербии относительно не только генералов сербской армии, но и верховного главнокомандующего, должность которого занимал король Александр. 12 января 1900 года Александр подтвердил принятие Скупщиной поправок и дополнений в «Закон об устройстве армии»: согласно статье 27 принятого тогда «Закона об устройстве армии», звание армейского генерала могло присваиваться монархом любому генералу вне зависимости от срока службы генерала. Через два дня, 14 января 1900 года, за заслуги в двухлетней работе по реформированию вооружённых сил король Александр присвоил своему отцу воинское звание армейского генерала, официально повысив его в звании. После того, как Милан покинул Сербию, исчезла основная причина для присвоения этого звания: преемнику на посту командующего действующей армией генералу Михаило Сречковичу (серб. Михаило Срећковић) почётное звание не присваивалось. Согласно статье 7 нового Закона об устройстве армии от 1901 года, военный министр уже не командовал войсками, а выполнял предусмотренные законом задачи и управлял войском.

### Учреждение звания

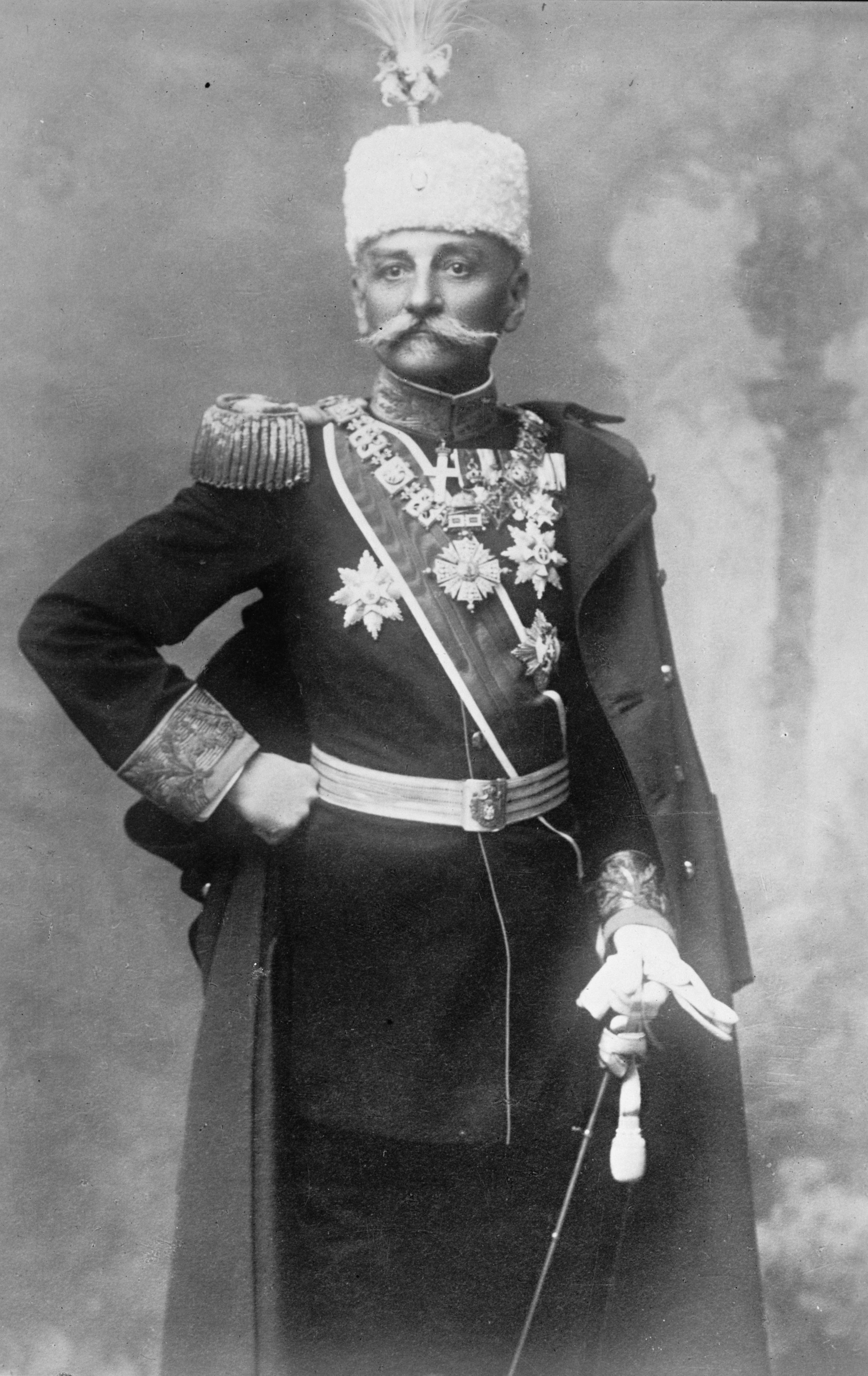
Пётр I Карагеоргиевич, король Сербии и король сербов, хорватов и словенцев в 1903—1921 годах

27 января 1901 года вступил в силу новый «Закон об устройстве армии», основным автором которого выступил тогдашний военный министр, подполковник (позже дивизионный генерал) Милош Васич. Именно в соответствии с этим новым законом в сербской армии появилось новое высшее воинское звание — звание воеводы, идея которого также принадлежала Васичу. В связи с учреждением этого звания произошли изменения в структуре офицерских званий. Вместо ранее существовавшего разделения на младших и старших офицеров была утверждена новая категория — генералитет, в которую вошли генерал и воевода. Статья 17 нового Закона гласила, что звание воеводы могло быть присвоено только по решению монарха и только во время войны. С введением звания воеводы было упразднено существовавшее ранее звание армейского генерала, которое носил Милан Обренович. 31 марта 1904 года в Закон были внесены ещё ряд поправок — в том числе и поправки в статью 14, гласившие, что звание воеводы могло быть присвоено только во время войны и только генералу, добившемуся выдающихся успехов. Согласно положениям закона, приводимым Бранко Евтичем, воевода мог занимать высшие командные должности — командующего армией и начальника штаба Верховного командования; он не мог быть отправлен на пенсию. С момента учреждения звания и до первого его присвоения прошло 11 полных лет.

### Воеводы сербской армии
Первым сербским генералом, произведённым в воеводы, стал Радомир Путник, который во время Первой Балканской войны занимал должность главы Штаба Верховного командования , а до неё в 1903—1912 годах возглавлял Главное военное управление и руководил мероприятиями по модернизации сербской армии. Звание воеводы было присвоено ему 20 октября 1912 года указом Верховного главнокомандующего армии Королевства Сербия, короля Петра I Карагеоргиевича за успешные боевые действия против турецких войск. В течение двух полных лет Путник оставался единственным воеводой в сербской армии.
В 1914 году звание воевод было присвоено сразу двум генералам. Вторым в хронологическом порядке воеводой Сербии стал Степа Степанович, получивший это звание 20 августа: командовавший 2-й сербской армией Степанович отличился в Церской битве, в ходе которой сербы одержали первую за всю войну крупную победу над австро-венгерской армией и оттеснили противника из Мачвы и Шабаца. Третьим воеводой стал Живоин Мишич, которому это звание было присвоено 4 декабря: командовавший 1-й армией Мишич был удостоен звания как идейный вдохновитель победы в Колубарской битве, благодаря чему в течение 12 дней австрийские войска были вытеснены из Сербии. К концу 1914 года верхушку командования сербской армии составляли трое воевод и 12 кадровых генералов.
К концу войны в генералитете сербской армии насчитывалось 4 воеводы и 15 генералов. Четвёртым и последним воеводой стал Петар Бойович, которому было присвоено звание 13 сентября 1918 года в знак признания его заслуг при прорыве силами 1-й сербской армии Салоникского фронта на участке от Сокола до Грунишки-Виса «за время продолжительной, кровопролитной, но победной для нашей родины войны». Бойович стал последним генералом армии Королевства Сербия, которому присваивалось звание воеводы. В англоязычных источниках воевод Сербии называют обычно фельдмаршалами (англ. field marshal).

### Воевода в Королевстве Югославия

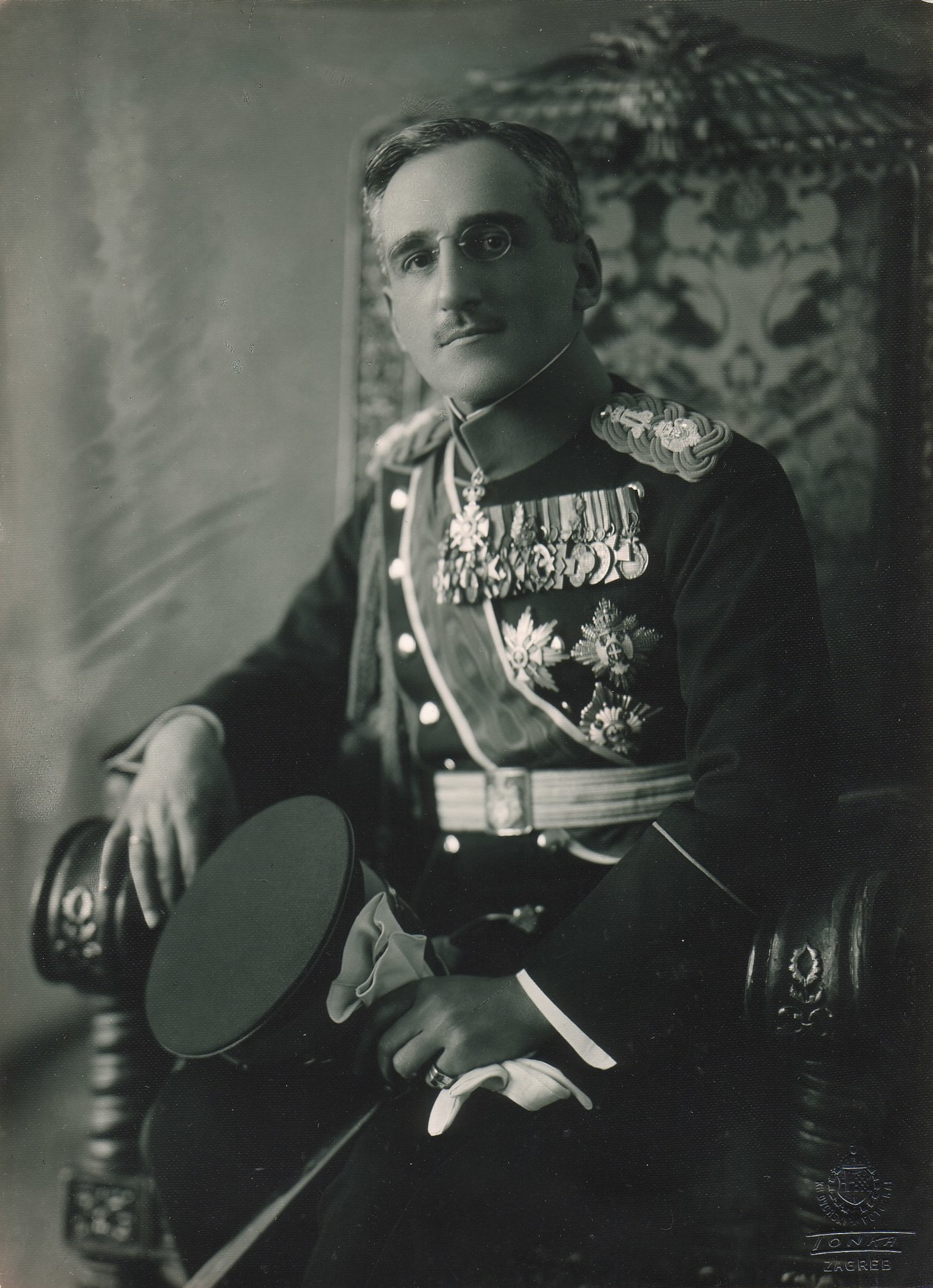
Александр I Карагеоргиевич, король сербов, хорватов и словенцев в 1921—1934 годах

Система воинских званий в армии Королевства сербов, хорватов и словенцев была почти полностью заимствована у армии Королевства Сербия с небольшими изменениями. Летом 1919 года австрийский фельдмаршал Светозар Бороевич фон Бойна обратился к командованию в Целовце с просьбой принять его в армию нового государства и произвести его в воеводы. Однако эту просьбу отклонили: по словам воеводы Живоина Мишича, этому воспротивился «некий министр из Хорватии»; сами югославские власти считали Бороевича человеком, слишком лояльным Габсбургам и Австро-Венгрии. Звание воеводы было присвоено в качестве почётного одному иностранному гражданину — французскому генералу (позже маршалу) Луи Франше д’Эспере, который получил это звание от короля Александра I 30 января 1921 года. Он получил это звание во время визита в Белград, в ходе которого торжественно вручил городу Белграду орден Почётного легиона «за отважное поведение в европейской войне 1914—1918 годов». Военный министр Королевства сербов, хорватов и словенцев Бранко Йованович получил благодарственные письма от своего французского коллеги Луи Барту и от самого Франше д’Эспере.
19 июля 1923 года был принят новый закон «Об устройстве армии и флота» (серб. Закон о устројству војске и морнарице) Королевства сербов, хорватов и словенцев, в соответствии с которым была утверждена система генеральских званий по образцу французской армии — появились звания бригадного, дивизионного и армейского генералов. В систему генеральских званий вошло звание воеводы, которое могли присвоить только во время войны и только за выдающиеся заслуги. Согласно закону «Об устройстве армии и флота» от 1929 года, к генералитету (высшим офицерам) Югославской королевской армии относились бригадные генералы, дивизионные генералы, армейские генералы и воеводы. Эти звания, за исключением звания бригадного генерала, не разделялись по родам войск. Звание воеводы могло присваиваться только армейским генералам, только во время войны и только за выдающиеся заслуги — за действия, которые повлияли на успешный исход войны или какого-либо её этапа. Воеводы носили звание пожизненно: дольше всех его носил Петар Бойович, получивший его в возрасте 59 лет и носивший в течение 27 полных лет вплоть до своей смерти. Степа Степанович носил его в течение 15 лет (получил в возрасте 57 лет), Живоин Мишич — 7 лет (получил в возрасте 58 лет), Радомир Путник — 5 лет (получил в возрасте 64 лет).
В соответствии с конституцией король являлся верховным главнокомандующим вооружённых сил. После принесения коронационной клятвы он принимал обязанности верховного главнокомандующего, а военный министр и министр флота вручали ему униформу со знаками различия высшего воинского звания — воеводы. Подобную униформу носили Милан I Обренович, Александр Обренович, Пётр I Карагеоргиевич, Александр I Карагеоргиевич и Пётр II Карагеоргиевич. Конституцией и военными законами регулировалось, что если в момент объявления войны король будет малолетним, действующий воевода станет его официальным представителем в армии. Если же в этот момент в армии не будет ни одного военачальника в звании воеводы, то должность представителя короля будет доверена одному из армейских генералов. После установления в 1929 году королём Александром I Карагеоргиевичем диктатуры и до гибели короля в 1934 году имели место несколько попыток внести изменения в закон, в соответствии с которым звание воеводы можно было бы присваивать и в мирное время за выдающиеся заслуги.

### Звание во Второй мировой войне. Упразднение
Во время Второй мировой войны звание воеводы носили ряд высокопоставленных командиров Югославской армии на родине, однако оно не было санкционировано какими-либо законами, принятыми югославскими властями. По мнению Бранко Евтича, здесь звание воеводы четников имело больше символическое значение, так как формирования, которые находились в ведении воевод, разнились по численности и структуре. Присваивал его в те годы определённым командирам старейший член довоенного общества четников Илия Трифунович-Бирчанин. По словам А. Ю. Тимофеева, звание воеводы Югославской армии на родине носило характер «традиционного сербского четнического почётного» и не имело реального значения: большее значение играл опыт командира, участвовавшего в боях. Командиры формирований, получавшие звание воеводы, сохраняли своё прежнее воинское звание Югославской королевской армии, которое у них было в предвоенные годы.
29 ноября 1945 года, уже после окончания Второй мировой войны была провозглашена Федеративная Народная Республика Югославия, а 24 апреля 1946 года были учреждены её вооружённые силы — Югославская народная армия (ЮНА). Воинские звания и знаки различия в ЮНА были заимствованы у советской армии, а высшим воинским званием стало звание маршала. Новая Югославия отказалась от наследования системы воинских званий и знаков различия Югославской королевской армии. Были упразднены все существовавшие в довоенной армии воинские звания, в том числе и звание воеводы, которое просуществовало 44 полных года. Последним живущим воеводой сербской армии оставался Петар Бойович, который скончался 19 января 1945 года.
Звание воеводы не восстанавливалось в системе воинских званий Вооружённых сил Сербии и после распада Югославии, а слово «воевода» утратило в сербском языке статус стандартного военного термина. При этом титул воеводы сохранился в ряде организаций четников и в настоящее время. Однако память о четырёх воеводах сербской армии неоднократно увековечивалась в дальнейшем. В 1989 году в Югославии была отчеканена плакета 70-летия Колубарской и Церской битв (серб. Plaketa 70-godišnice Kolubarske i Cerske bitke) с изображениями всех четырёх воевод сербской армии — Радомира Путника, Степы Степановича, Живоина Мишича и Петара Бойовича. А в 2004 году в Сербии и Черногории была отчеканена памятная медаль Церской битвы (серб. Spomen medalja Cerske bitke) с изображениями тех же воевод.

## Знаки различия

Штандарт Воеводы армии Королевства Югославия

Армейские генералы Королевства Сербии носили эполеты с плетёными погонами, в центре которых изображался белый двуглавый орёл — такой же, как и на гербе герба Королевства Сербия. После принятия 27 января 1901 года нового «Закона об устройстве армии» и утверждения воинского звания воеводы знаки различия армейского генерала (эполеты и погоны) стали знаками различия воеводы (то есть не отличались абсолютно ничем друг от друга). На погонах воеводы армии Королевства Сербии изображался серебряный двуглавый орёл, на груди которого был щиток, разделённый крестом на четыре поля; орёл был увенчан королевской короной. Кайма у погон была голубого цвета. После принятия 19 июля 1923 года закона «Об устройстве армии и флота» на погонах воеводы Армии Королевства сербов, хорватов и словенцев вместо герба Королевства Сербия стал изображаться герб нового государства; в остальном дизайн погон не претерпел никаких изменений.
Согласно Указам о цветах родов и служб войск (серб. Уредба о боји родова и струка) от 1922 и 1924 годов, предписывавших изображать определённые цвета на знаках различия (погонах и нарукавных знаках) тех или иных родов или служб войск, для воевод и генералов этим цветом был тёмно-синий. В Указах от 1928 и 1932 годов для воевод, армейских и дивизионных генералов соответствующим цветом был уже небесно-голубой. Согласно распоряжению об униформе Югославской королевской армии от 1942 года, на погонах у воеводы изображался золотой металлический двуглавый орёл с герба Королевства Югославия, увенчанный короной. Корона также изображалась на 2 см выше нарукавного знака воеводы. У воеводы был также собственный штандарт, представлявший собой квадратное полотнище из трёх равновеликих горизонтальных полос — верхней синей, средней белой и нижней красной. В верхнем левом углу штандарта (ближе к древку) изображался двуглавый орёл с герба Королевства Югославия. Подобный штандарт поднимался на корабле КВМС Югославии всякий раз, когда на его борту находился воевода.
До наших дней сохранился единственный экземпляр воеводской униформы, принадлежавший Петару Бойовичу: в настоящее время он является экспонатом музея города Чачак.

## Список воевод
| Имя и фамилия       | Портрет | Годы жизни | Дата присвоения звания | Примечания |
| ------------------- | ------- | ---------- | ---------------------- | --- |
| Радомир Путник      |         | 1847—1917  | 20 октября 1912        | Первый генерал Королевства Сербия, произведённый в воеводы.                                                                                              |
| Степа Степанович    |         | 1856—1929  | 20 августа 1914        | Второй генерал Королевства Сербия, произведённый в воеводы; первый воевода Королевства сербов, хорватов и словенцев (с 1929 — Королевства Югославия).    |
| Живоин Мишич        |         | 1855—1921  | 4 декабря 1914         | Третий генерал Королевства Сербия, произведённый в воеводы; второй воевода Королевства сербов, хорватов и словенцев.                                     |
| Петар Бойович       |         | 1858—1945  | 13 сентября 1918       | Четвёртый генерал Королевства Сербия, произведённый в воеводы; третий воевода Королевства сербов, хорватов и словенцев (с 1929 — Королевства Югославия). |
| Луи Франше д’Эспере |         | 1856—1942  | 30 января 1921 года    | Маршал Франции, почётный воевода армии Королевства сербов, хорватов и словенцев (с 1929 — Королевства Югославия).                                        |

## Комментарии
1. ↑  Слово «боевой» (серб. бојни) было предложено в 1923 году Райко Ст. Мичичем, который тем самым подчёркивал, что подобное звание могло быть присвоено только военачальнику, непосредственно участвовавшему в сражениях и войнах[1]. Таким образом, Мичичем была проведена разница между воинским званием воеводы и титулом воеводы, который присваивался некоторым руководителям организаций четников[2][3][4].
2. ↑  Милан Обренович покинул Сербию в 1900 году и умер через год в Вене после тяжёлой болезни; поводом для отъезда из страны стал отказ Милана благословить брак его сына Александра с Драгой Машин[14].
3. ↑  Высшим званием в составе КВМС Югославии был адмирал[43].
4. ↑  Это положение встречается, в частности, в статье 12 части II Конституции 1901 года[46], статье 46 части IV Конституции 1903 года[серб.][47], статье 49 раздела V Видовданской конституции 1921 года[48] и статье 29 раздела V Конституции 1931 года[49]
5. ↑  Милан Обренович носил униформу со знаками различия армейского генерала — звания-предшественника воеводы, равноценного ему[11].
6. ↑  Униформа короля Петра II почти не отличалась от предыдущих униформ. Эмблема воеводы изображалась на рукаве и на погонах, сами погоны изменений не претерпели[50].
7. ↑  С учётом существования воинского звания армейского генерала, которое не только было высшим воинским званием в армии Королевства Сербия, но и считалось предшественником звания Боевого Воеводы — 48 полных лет[11].
8. ↑  В вооружённых силах Сербии высшим воинским званием в настоящее время является генерал для сухопутных войск, ВВС и ПВО и адмирал для речной флотилии[56].